# KeePass
KeePass Password Safe je v informatice název open source správce hesel pro Microsoft Windows, vyvíjený Dominikem Reichlem. Neoficiálně je KeePass přeportován na další systémy např. Linux či Mac OS X a také existují neoficiální aplikace na mobilní systémy Android, iPhone/iPad atd.
Všechna hesla se ukládají do databáze. Přístup do databáze je chráněn hlavním heslem, souborem s klíčem nebo master key (hlavní heslo + soubor s klíčem). Databáze je šifrovaná pomocí šifer AES nebo Twofish.

## Portable verze
KeePass verze 1.x je samotný spustitelný soubor, který nezanechává v systému žádné stopy. Verze 2.x byla kompletně přepsaná do .NET Framework. Pro spuštění verze 2.x musí být v operačním systému nainstalována podpora jazyka .NET Framework.

### Správa hesel
Hesla se ukládají do zašifrované databáze. Mohou být tříděna ve skupinách a podskupinách. Složky i hesla mohou mít vlastní ikonku. Ukládá se čas vytvoření, čas úpravy, poslední přístup a expirační doba.

### Auto-type
Jedná se o vlastnost, která při stisknutí nadefinovaných kláves porovná titulek okna a záznamy v databázi a automaticky vyplní formuláře.

### Podpora prohlížečů
Funkce Auto-type pracuje se všemi okny a tedy i se všemi prohlížeči. Existují také pluginy pro Internet Explorer, Mozilla Firefox či Google Chrome, který automaticky otevře stránku a vyplní formuláře.

### Pluginy
Existuje mnoho pluginů dostupných na domovské stránce (import/export z/do mnoha formátu, zálohovací pluginy, integrace atd.). Potenciálně se může jednat o bezpečnostní díru, jelikož autoři pluginu mají přístup do databáze s hesly.